# Ландарій (герцог Фріульський)
Ландарій або Ландар, герцог Фріульський (678—до 694).
Спадкував престол після смерті Вехтара. Помер до 694.